# Ottiglio
Ottiglio – miejscowość i gmina we Włoszech, w regionie Piemont, w prowincji Alessandria.
Według danych na styczeń 2010 gminę zamieszkiwało 687 osób przy gęstości zaludnienia 47,4 os./km².